# Fleetwood Mac (álbum de 1975)
Fleetwood Mac es el décimo álbum de estudio de la banda británica de rock Fleetwood Mac, publicado en 1975 por Reprise Records. Es el primer disco con los músicos estadounidenses Lindsey Buckingham y Stevie Nicks, y a su vez el último con el sello Reprise. También con su lanzamiento se inicia una nueva etapa en la música del grupo, ya que en ciertos temas se acerca al pop rock y al soft rock, géneros musicales que se verían con mayor fuerza en los posteriores trabajos de estudio. En 2003 fue incluido en el puesto 182 de la lista los 500 mejores álbumes de todos los tiempos según la revista Rolling Stone.

## Recepción comercial
Tras su lanzamiento se convirtió en un éxito rotundo en los principales mercados mundiales, como en los Estados Unidos, donde alcanzó el primer lugar en la lista Billboard 200. Mientras que en el Reino Unido solo obtuvo la posición 23, pero que significó un gran avance en dicho mercado luego de cinco álbumes sin entrar en los UK Albums Chart. Por otro lado y a pesar de que en los meses posteriores de su publicación solo vendió entre 300 y 350 mil copias, llegó a convertirse en el segundo disco de la banda más vendido en los Estados Unidos, con certificación de quíntuple disco de platino, es decir más de 5 millones de copias vendidas.
A su vez, los temas lanzados como sencillos también obtuvieron muy buenos resultados en los mercados mundiales, como es el caso de «Rhiannon», que alcanzó el decimoprimer lugar en la lista estadounidense Billboard Hot 100 al igual que «Say You Love Me», mientras que «Over My Head» obtuvo el top 20 en la misma lista. Otros temas como es el caso de «Landslide» y «Warm Days» se convirtieron en grandes éxitos radiales de las emisoras de AOR, principalmente de Europa.

## Lista de canciones
| N.º | Título                                  | Escritor(es)                   | Duración |  |
| 1.  | «Monday Morning»                        | Buckingham                     | 2:48     |  |
| 2.  | «Warm Ways»                             | C. McVie                       | 3:54     |  |
| 3.  | «Blue Letter» (cover de Richard Curtis) | Michael Curtis, Richard Curtis | 2:41     |  |
| 4.  | «Rhiannon»                              | Nicks                          | 4:11     |  |
| 5.  | «Over My Head»                          | C. McVie                       | 3:38     |  |
| 6.  | «Crystal»                               | Nicks                          | 5:14     |  |
| 7.  | «Say You Love Me»                       | C. McVie                       | 4:11     |  |
| 8.  | «Landslide»                             | Nicks                          | 3:19     |  |
| 9.  | «World Turning»                         | Buckingham, C. McVie           | 4:25     |  |
| 10. | «Sugar Daddy»                           | C. McVie                       | 4:10     |  |
| 11. | «I'm So Afraid»                         | Buckingham                     | 4:22     |  |

| Pistas adicionales reedición CD 2004 |                                      |                                           |          |  |
| N.º                                  | Título                               | Escritor(es)                              | Duración |  |
| 12.                                  | «Jam No.2»                           | Buckingham, C. McVie, J. McVie, Fleetwood | 5:41     |  |
| 13.                                  | «Say You Love Me» (versión sencillo) | C. McVie                                  | 4:01     |  |
| 14.                                  | «Rhiannon» (versión sencillo)        | Nicks                                     | 3:46     |  |
| 15.                                  | «Over My Head» (versión sencillo)    | C. McVie                                  | 3:09     |  |
| 16.                                  | «Blue Letter» (versión sencillo)     | M. Curtis, R. Curtis                      | 2:42     |  |

## Músicos
- Lindsey Buckingham: voz, guitarra y banjo.
- Stevie Nicks: voz
- Christine McVie: teclados, sintetizador y voz.
- John McVie: bajo
- Mick Fleetwood: batería.
- Waddy Wachtel: guitarra rítmica en «Sugar Daddy» (músico invitado).